# 'Ndrina Labate
La 'ndrina Labate è una potente cosca malavitosa o 'ndrina della 'ndrangheta calabrese di Reggio Calabria, alleata dei Tegano che comanda nei quartieri Gebbione, Rione Ferrovieri, Sbarre e Stadio.

## Storia
- Il 5 aprile 2011 vengono arrestate durante l'operazione Archi 21 persone presunte affiliate alle cosche Tegano e Labate, tra cui Giuseppe e Bruno Tegano, fratelli di Giovanni, ne mancano all'appello 5 tra cui il capo dei Labate: Pietro Labate, uscito dal carcere solo un anno prima[3].
- Il 27 febbraio 2018 Antonio Labate avrebbe appiccato l'incendio ad una  baracca, nei pressi della sua abitazione in cui vivevano abusivamente 6 rumeni riusciti a scappare[1].
- 29 gennaio 2020: operazione Helianthus contro la cosca Labate[4].
- 31 luglio 2020: operazione Cassa Continua contro la cosca Labate[5].
- 2 settembre 2020: operazione Las Vegas contro la cosca Labate[6].

## Organizzazione
Membri
- Pietro Labate  detto “U Ti Mangiu” (1950), latitante dall'aprile 2011, arrestato nel quartiere Gebbione di Reggio Calabria il 12 luglio 2013, condannato in primo grado a 20 anni di carcere per estorsione e associazione mafiosa[7][8].
- Antonio Labate (1950)[1]